# 蒙特罗谢
蒙特罗谢（法語：Montrosier）是法国南部-比利牛斯大区 塔恩省的一个市镇，属于阿尔比区 瓦乌尔县。该市镇2009年时的人口 为33人。

## 人口
蒙特罗谢人口变化图示
| 数据来源：INSEE |